# Pardosa angolensis
Pardosa angolensis är en spindelart som först beskrevs av Roewer 1959.  Pardosa angolensis ingår i släktet Pardosa och familjen vargspindlar.
Artens utbredningsområde är Angola. Inga underarter finns listade i Catalogue of Life.